# Atlantis: The Lost Tales
Atlantis: The Lost Tales (tradotto in Italia col nome di Atlantis: Segreti d'un mondo perduto) è un videogioco d'avventura sviluppato dalla Cryo Interactive Entertainment e pubblicato da DreamCatcher Interactive, il 30 settembre 1997.
Il gioco è il primo della serie di Atlantis.

## Trama
Seth, giungendo ad Atlantis per la prima volta, diventa il guardiano della regina solo per scoprire che la regina ha abdicato.
La storia inizia con Seth che è stato invitato nella compagnia della regina. Incontra una donna chiamata Agatha, la quale gli dice che la regina è scomparsa. Quindi due uomini chiamati Meljanz e Lascoyt entrano. Sono le guardie del consorte, le quali non sono su un piano amichevole con la Compagnia della Regina. Quando Meljanz ordina a Seth di portargli del vino, egli disobbedisce, guadagnandosi la fedeltà di Agatha.
Ella dice a Seth che non crede che la regina sia scomparsa accidentalmente e che il consorte è responsabile. Seth inizia la sua investigazione visitando il pescatore sulla spiaggia. Dopo aver scoperto che Seth è un Compagno della Regina, mostra un orecchino che potrebbe aiutarlo nel trovare la regina. Ritornando al palazzo di Atlantis, Seth viene portato dal consorte, il quale gli chiede se avesse scoperto qualcosa. Seth mente, dicendo di non aver trovato niente. Dopo qualche pugnalata alle spalle e la morte di Agatha, Seth lascia il palazzo per volare nella foresta, dove si dice che risieda la regina.
Come la storia procede, Seth viene a conoscenza che il consorte e la regina sono nel mezzo di una lotta di potere. Creon, il consorte, sta cercando di usurpare i poteri della 'dea' Ammu, la quale viene ancora adorata dalla maggioranza di Atlantis. Creon e il suo seguito iniziarono un culto che segue la divinità minore, Sa'at, il consorte di Ammu e 'dio' del Sole. Perciò Creon crea un'arma distruttiva con la quale invade e conquista le terre.
Questa nuova arma si rivela essere racchiusa in una sfera di cristallo. Cadde sulla Terra sull'Isola di Pasqua e sembra che sia responsabile per l'evoluzione dell'uomo dalla preistoria. Quindi gli abitanti di Atlantis condussero Seth nel nord del Canada o in Groenlandia, terre simboleggiate dalla presenza di iglù, dove la potenza è divisa tra due forze: la luce e l'oscurità. Una guerra divise queste due potenze. Alcuni riportarono La Luce nelle loro grotte sull'Isola di Pasqua, scoprendo il mitico posto di Shambhala. Gli altri portarono L'Oscurità in Inghilterra, precisamente a Stonehenge, per poi ripartire per l'isola di Atlantis. Sfortunatamente, Creon ha solo dissotterrato L'oscurità, la quale si dice che garantisce "forze dannose, il tipo che annega il suo utilizzatore nella pazzia".

Seth viaggia verso La Luce e riceve il suo potere nel corpo e ritorna a palazzo per sconfiggere Creon in un labirinto sotterraneo, quello del Minotauro. Seth lo sconfigge e intrappola l'oscuro in una palla di cristallo, ma non prima che un vulcano spento su Atlantis erutta come risultato della forza della palla di cristallo di Creon, distruggendo Atlantis e terminando il gioco. Un video mostra Seth che naviga con i pochi sopravvissuti di Atlantis e una voce che dice: 

## Caratteristiche tecniche
Il gioco presenta una serie di tecnologie proprietarie sviluppate da Cryo ed è caratterizzato da una prospettiva in prima persona in 3D panoramico pre-renderizzato (tecnologia OMNI 3D) e l'interfaccia grafica (HUD) è fondamentalmente una finestra sul mondo di Atlantide, queste caratteristiche fanno sì che muovendo il puntatore, non si ha uno spostamento di questo puntatore sullo schermo, ma si muove effettivamente lo schermo stesso (punto di vista).
L'interazione con il mondo, il giocatore deve posizionare l'oggetto, l'NPC o l'oggetto al centro dello schermo, l'interazione prosegue con le animazioni dei personaggi e presentano un'altra tecnologia chiamata OMNI SYNC per garantire una corretta sincronizzazione labiale con il parlato audio.
La colonna sonora di Atlantis: The Lost Tales è stata composta da Pierre Estève e Stéphane Picq degli Shooting Star ed è stata pubblicata nel 1998 come set di due CD (uno dei quali è un CD migliorato contenente sfondi) per l'etichetta Shooting Star.
La progressione nel gioco si basa sulla risoluzione di enigmi, di cui alcuni sono estremamente astratti e la soluzione è del tutto inaspettata, mentre altri sono molto semplici. Inoltre in alcune situazioni il giocatore deve reagire rapidamente a determinati eventi che accadono nel gioco.
Vennero realizzato per PC e poi vennero effettuati dei porting anche su console, in particolar modo su Sega Saturn, grazie alla Cryo Interactive che ha codificato un nuovo motore di gioco, in particolare la funzione "freelook". La loro demo di questo motore ha convinto Sega of Europe ad acquisire la licenza per pubblicare il gioco per Saturn.
Mentre la conversione per PlayStatio difettava per i maggiori tempi di caricamento ed inoltre è priva delle clip di movimento presenti nelle altre versioni.